# ニムロド

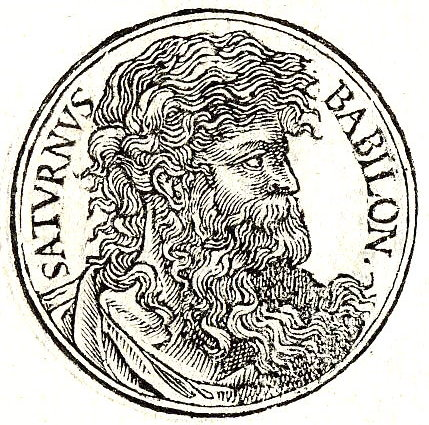
ニムロド

ピーテル・ブリューゲル『バベルの塔』（1563年）
左下に作業中の石工達に指図するニムロドが描かれている。

ニムロド（ニムロデ、ニムロッドとも。ヘブライ語: נמרוד、Nimrôd）は、旧約聖書の登場人物。『創世記』第10章において、クシュの息子として紹介されている。クシュの父はハム、その父はノアである。地上における最初の勇士で狩人であるとされる。ユダヤ人の伝承が記された『ユダヤ古代誌』ではバベルの塔の建設を命じた王とされる。

## 『創世記』におけるニムロド
同時代の登場人物たちは概ね民族の代表者（族長）として記録されており、その名前はそれぞれの民族名をも兼ねているのだが、ニムロドの場合、民族的な背景は触れられずに単なる個人名（原義は反逆する者という意味）として記されている。単独で紹介された人物としては相対的に情報量が少ないが、同時代人の言葉により、彼が有能な狩人であったことが知られる。
創世記 10章9節  彼は主の前に力ある狩人であった。それゆえ、「主の前に力ある狩人ニムロデのように」と言われるようになった。（口語訳）
また、彼の王権がバベル、ウルク、アッカド、カルネ（その所在はいまだに特定されていない）といった古代都市を含むシンアルの地、及びニネヴェ、カラ、レセン、レホボット・イール（この都市の所在も不明である）のあるアッシリア地方にまで広がっていたことが『創世記』（10章）では述べられている。また、『ミカ書』（5章）ではアッシリアについて預言する際、同地を「ニムロドの地」として言及している。

## ミドラーシュにおけるニムロド
一方、ミドラーシュではよりネガティブな人物として想定されている。それは彼の名前が即、神に対する反逆を表明しているからである。つまり「ニムロド」とはヘブライ語で「我等は反逆する」を意味している。狩人としての彼の行為もまた、凶暴かつ残虐的に描写されている。なかんずくバベルの塔の建造においてはその企画発案者と見なされている。彼は巨大な塔を建て、唯一の神ではなく、偶像崇拝を始めるようになる。
ユダヤ人社会では比較的ポピュラーな個人名として通用している。

## 推定される歴史上の人物
古来、伝説上ニネヴェを建設したとされるニノスとニムロドを同一視する説があるが、最新の研究では、アッカドの狩猟農耕の神と讃えられたニヌルタ、あるいは、王名にその名を冠したトゥクルティ・ニヌルタ、あるいは、『シュメール王名表』にウルクの初代王として記録されているエンメルカルなどがニムロドと見立てられている。

## 芸術作品におけるニムロド
- ダンテの『神曲』では、ニムロドは巨人の姿で登場し、地獄の第九圏において裁かれている。彼に下された罰は、他人には理解できない無駄話を永遠にしゃべり続けながら、彼には理解できない他人の無駄話を永遠に聞き続けるというものであった。これはバベルの塔における言語の混乱という故事になぞらえてのことである。
- ラディーノ語の民謡『ニムロド王の時代』、及び『祖父アブラハム』では、ニムロドとアブラハムの闘争について描かれている。アブラハムの誕生を占う吉兆の星を見たニムロドは、生まれてくる男児のすべてを惨殺するよう全土に布告する。しかしアブラハムの母は荒野へ逃亡し、そこで出産を果たす。アブラハムは成長するに至って一神教に対する信仰を宣言し、神の実在をニムロドに証明する。ニムロドは命じてアブラハムをかがり火の中に投下するのだが、彼は傷ひとつ負うことなく火の中から出てくるのであった。
- 彫刻家のイツハク・ダンツィゲルは彫像「ニムロド」を制作し、土壌に根ざして生きる人間の崇高性を提唱するカナン主義の理想を具現化している。
- アメリカ英語のスラングでは、愚かな人間を嘲る際の蔑称として用いられることがある。その由来は「バッグス・バニー」の短編映画にて、敵方の愚鈍な猟師を「ニムロド」と呼んでからかっていたことにあるのだが、旧約聖書におけるニムロドが優秀な猟師であったことにかけた皮肉である。

## 聖書学におけるニムロド
ニムロドに関して、一部に次のような説がある。
- ニムロドの誕生日は12月25日の日曜日とされ、それはバビロニアの大安息日でもある。したがって、クリスマスはイエスではなく、ニムロドの生誕を祝う日とされる。「Merry Xmas」の『X』という十字に似た文字は、二ムロドのシンボルとされ、merry Xmas は『Magical or Merriment Communion with Nimrod』とされる[4]。
- また、カトリック教会や、この教派で行なわれるマリア崇敬の起源を、ニムロドとセミラミスに求める多くの論が存在する[5]。ニムロドが立てた国の一つであるバベル（バビロン、バビロニア）の宗教が後にカトリック教会となり、セミラミスを神として信仰する女神崇拝がマリア崇敬とされている。
- 日本でも高木慶太と芦田拓也が著書の中で、女大祭司であるニムロデの妻がタンムズという息子を奇跡的に妊娠したと主張し、人々に彼を救世主と説き、これが息子を抱く天の女王崇拝の原型となったとし、「天の女王」を世界各地の女神信仰と結び付け、さらに後代のマリア崇敬につながったとしている[6]。

陰謀論について研究する政治学者のマイケル・バーカンによれば、こうした説の起源は、スコットランドの神学者にしてフリーメイソンであるとされる、アレクサンダー・ヒスロップ（Alexander Hislop）による、反カトリック冊子『ふたつのバビロン 教皇崇拝はニムロデ夫妻崇拝である』（The Two Babylons）に求められる。